# Сапожникова Галина Василівна
Гали́на Васи́лівна Сапо́жникова (*15 січня 1956, Сальниця) — український археолог, науковий співробітник Інституту археології Національної академії наук України, кандидат історичних наук за спеціальністю археологія (1987 р.).

## Біографія
Народилася 15 січня 1956 року в селі Сальниця (на 6 сотні) Хмільницького району Вінницької області.
Закінчила історичний факультет ОДУ (1977 р.).
Закінчила аспірантуру Ленінградського відділення Інституту археології АН СРСР під керівництвом провідного фахівця з експериментальної трасології, професора, доктора історичних наук Г. Ф. Коробкової (1981-86 рр.), де підготувала кандидатську дисертацію «Знаряддя праці і господарство населення пізнього палеоліту — мезоліту Південного Побужжя: за даними експериментально-трасологічного аналізу».
Трудову діяльність розпочала 1979 р. на посаді наукового співробітника Одеського археологічного музею НАН України. З 1979 р. до сьогодні працює у відділі Північно-Західного Причорномор'я Інституту археології НАН України (Одеса).
У 1999—2002 роках за сумісництвом виконувала обов'язки доцента Іллічівського навчально-наукового центру Одеського державного університету ім. І. І. Мечникова, де читала лекції з української та світової культури та історії правознавства.

## Науковий доробок
Є автором та співавтором понад 60 наукових праць, серед яких монографія «Взаємовідносини культур та господарських комплексів фінального палеоліту та мезоліту Південного Побужжя» та дві колективні монографії, а також близько 15 науково-популярних статей та брошур. Була науковим редактором цілої низки книг, збірок статей та монографій.
Основні наукові інтереси пов'язані з археологією кам'яної доби, в першу чергу з дослідженнями пізнього палеоліту, мезоліту та неоліту степів Північного Причорномор'я. Є єдиним в Україні фахівцем у галузі експериментальної трасології. При допомозі бінокулярного мікроскопу дослідила колекції таких відомих пам'яток пізнього палеоліту нашої країни як печера Іллінка, Велика Акаржа, «Анетівка 2», Гінці, Амвросіївське кістковище, Березно та ін.. Крім того, Г. В. Сапожникова вивчала окремі групи знарядь, зокрема, геометричні мікроліти та кукрецькі вкладені, а також кам'яні та кістяні знаряддя пізніших періодів — від енеоліту до середньовіччя.
Брала участь у низці міжнародних проектів, зокрема, у програмі «Мисливці на мамонтів» (ІА НАН України та університет Сорбонна-2). Була учасником понад 30 наукових конференцій, симпозіумів та конгресів у різних країнах, найзначніший з яких «Первісна технологія, 40 років потому». «Функціональні дослідження — російський спадок» (Верона, Італія, 2005 р.).
Починаючи з 1996 року займалася дослідженнями історії українського козацтва на теренах Північно-Західного Причорномор'я та Нижнього Дунаю. Є співавтором книги "Запорожські та чорноморські козаки в Хаджибеї та Одесі (1998 р., з І. В. Сапожниковим), а також одного з розділів колективної монографії «Хаджибей-Одеса та українське козацтво».

## Праці
- (рос.)Хозяйство и культура населения Южного Побужья в позднем палеолите и мезолите. — Одесса-СПб., 1995. — 199 с. — Соавт. Г. Ф. Коробкова и И. В. Сапожников .
- До проблеми функціональної та типологічної інтерпретації вкладишів кукрецького типу // Археологія. — 1998. — № 1. — С.77-82. — Співавт. І. В. Сапожников.
- (рос.)Каменные орудия и необработанный кремень поселения Струмок III // КС Одес. археол. об-ва. — Одесса, 1999. — С.63-80. — Соавт. В. Ф. Петрунь и Ю. А. Черниенко .
- Економіка свідерського населення за даними трасологічного аналізу // Залізняк Л. Л. Фінальний палеоліт північного заходу Східної Європи. — К.: Вид-во Києво-Могилянської академії, 1999. — С.191-200. — Співавт. Л. Залізняк.
- (рос.)Полевые исследования П. И. Борисковского в Северо-Западном Причерноморье // Каменный век Старого Света: к 90-летию П. И. Борисковского. — СПб.: Академ-Принт, 2001. — С.67-69. — Соавт. И. В. Сапожников.
- Співвідношення природньо-господарських областей та господарсько-культурних типів: на прикладі пізнього палеоліту степової зони // Vita Antiqua. — 2001. — № 3-4. — С.22-30. — Соавт. І. В. Сапожников .
- (рос.)Древнее поселение Старое Бугово на берегу Черного моря // Старож. Степового Причорномор'я і Криму. — 2002. — Т. X. — С.120-130. — Соавт. И. В. Сапожников и Е. П. Секерская).
- Пізньопалеолітичні господарсько-побутові комплекси та житла Степової України // Кам'яна доба України. — К.: Шлях, 2002. — С.82-95. — Співавт. І. В. Сапожников.